# Pteria bulliformis
Pteria bulliformis is een tweekleppigensoort uit de familie van de Pteriidae. De wetenschappelijke naam van de soort is voor het eerst geldig gepubliceerd in 2002 door Wang.